# Oswald de Souza
Oswald José Levy de Souza é um matemático brasileiro, engenheiro civil de formação.
Tornou-se conhecido a partir da década de 1970, quando calculava a probabilidade de acertos na loteria esportiva no programa Fantástico da Rede Globo. Também foi responsável pela criação do sistema de apostas do Jockey Club Brasileiro e da Quina da Caixa Econômica Federal. Acreditava-se que o matemático informava suas probabilidades para seus seguidores no seu Twitter, mas foi descoberto que o perfil na verdade era falso.
Uma de suas atuações mais notórias é na elaboração do método usado nos debates eleitorais da Rede Globo, o que garante a isonomia entre os candidatos.
Também para o Fantástico, Oswald avaliava a tabela da série A do Campeonato Brasileiro de Futebol, popularmente conhecido como Brasileirão. Avaliava as chances de rebaixamento para a série B, de conquista de títulos e de vaga para a Libertadores de cada time. 
Aposentou-se da televisão em 2013. 